# Bart Simpson
Bartholomew JoJo „Bart” Simpson este unul dintre personajele principale ale serialului de animație Familia Simpson și este unul dintre membrii familiei cu același nume.

## Date generale
Bart a apărut pentru prima dată la televizor pe data de 19 aprilie 1987 în Good Night, în cadrul emisiunii de varietăți „The Tracey Ullman Show”. Desenatorul Matt Groening l-a creat și desenat în timp ce aștepta în anticamera biroului lui James L Brooks. Groening fusese invitat să propună un nou serial bazat pe banda desenată Life in Hell, dar s-a decis să creeze un nou set de personaje. Deși majoritatea personajelor ce apar în serial poartă numele membrilor familiei lui Matt Groening, numele lui Bart este o anagramă a cuvântului „brat” (ce înseamnă copil neastâmpărat, ștrengar).
Bart are zece ani și este cel mai mare copil, și singurul fiu al lui Homer și Marge Simpson. El are două surori mai mici Lisa și Maggie.